# Амёбиаз
Амёбиаз (амёбная дизентерия) — антропонозная инвазия с фекально-оральным механизмом передачи, которая характеризуется хроническим рецидивирующим колитом с внекишечными проявлениями. Наиболее часто термин «амёбиаз» применяют к амёбной дизентерии, вызываемой простейшим паразитом Entamoeba histolytica. К прочим амёбиазам относят первичный амёбный менингоэнцефалит, вызываемый амёбами Naegleria fowleri, Acanthamoeba spp и B. mandrillaris, а также акантамёбный кератит, возбудителем которого являются представители рода Acanthamoeba.
По данным ВОЗ, около 10 % людей на Земле больны амёбиазом. При этом ВОЗ относит данную патологию к группе забытых болезней. В мире амёбная дизентерия является второй по важности причиной смертности от паразитарных заболеваний. Попадая в кровеносные сосуды через стенку кишечника, амёбы мигрируют в печень, где образуется амёбный абсцесс, который с трудом диагностируется рентгенографией и томографией.

## Эпидемиология
Болезнь распространена в странах с жарким климатом, в наибольшей степени — в условиях антисанитарии с высоким риском фекального загрязнения . Эндемичными странами являются Мексика и Индия, однако крупные вспышки регистрируются и в благополучных странах, например крупная вспышка в Чикаго во время Всемирной выставки 1933 года. В настоящее время случаи заболевания в развивающихся странах регистрируются у туристов и мигрантов из эндемичных регионов. Иногда амёбиаз встречается и в средней полосе, преимущественно в летнее время.
Источником заражения является только человек, больной амёбиазом, или носитель амёб. Заражение происходит фекально-оральным путём при употреблении инфицированных цистами воды и свежих овощей и зелени. Заболевание передаётся при прямом контакте (например, при анальном половом акте). Цисты могут дополнительно распространяться тараканами и мухами. В тёплой влажной среде цисты паразитов способны выживать до 2—4 недель.

## Этиология
Возбудитель — дизентерийная амёба (лат. Entamoeba histolytica) — относится к простейшим, может существовать в трёх формах (тканевой, просветной и цисты). Тканевая форма (на фотографии) обнаруживается только у больных амёбиазом, другие — и у носителей.
Жизненный цикл Entamoeba histolytica состоит из двух стадий:
- вегетативной (трофозоит)
- покоя (цисты)

Вегетативная стадия включает в себя четыре формы амёб: тканевую, большую вегетативную (E. histolytica, forma magna), просветную (E. histolytica, forma minuta) и предцистную. Размеры амёбы 20—25 мкм, движение её происходит с помощью эктоплазматических псевдоподий.
Большая вегетативная псевдоформа достигает 60—80 мкм, в ней постоянно находятся фагоцитированные эритроциты (эритрофаг). Предцисты обнаруживаются в кале в период реконвалесценции и при цистоносительстве. Цисты имеют округлую форму, размеры 9—14 мкм, двухконтурную оболочку; хорошо определяются ядра — от 1 до 4. Цисты с четырьмя ядрами называются зрелыми. Они обнаруживаются в острой стадии кишечного амёбиаза и в стадии реконвалесценции. При попадании цист в тонкую кишку человека происходит разрушение их оболочек. Из цисты выходит четырёхъядерная материнская форма амёбы, из которой после деления образуются 8 одноядерных амёб. При благоприятных условиях они размножаются и превращаются в вегетативные формы, которые обитают в проксимальных отделах толстой кишки. Цисты амёбы устойчивы во внешней среде. В воде выживают несколько месяцев. Быстро погибают при высушивании и замораживании. Цисты устойчивы к дезсредствам, включающим хлорсодержащие препараты.

## Патогенез
Заражение наступает при попадании цист в верхний отдел толстого кишечника (слепая и восходящая ободочная кишка). При хорошей сопротивляемости организма цисты и просветные формы могут долго находиться в кишечнике, не вызывая заболевания. При неблагоприятных условиях (жаркий климат, плохое безбелковое питание, дисбактериоз) цисты превращаются в просветные формы и, с помощью собственных цитолизинов и протеолитических ферментов, внедряются в ткань кишки (тканевая форма), что сопровождается воспалением и формированием язв (кишечная форма), и иногда даже провоцируют некроз тканей. Иногда амёбы из кишечника по кровеносным сосудам проникают в другие органы (прежде всего печень), формируя там вторичные очаги — абсцессы (внекишечный амёбиаз).

### Кишечный амёбиаз
При кишечном амёбиазе патологический процесс развивается в нисходящем направлении, последовательно локализуясь в слепой, восходящей, ободочной, сигмовидной и прямой кишках. В типичных случаях слизистая гиперемирована, отёчна, на ней образуются мелкие узелки с жёлтой точкой на вершине, эрозии. В узелках содержится детрит и вегетативные формы гистолитической амёбы. В результате коагуляционного или сухого некроза узелки разрушаются и образуются язвы от нескольких миллиметров до 2—2,5 см в диаметре. В глубоких язвах, достигающих подслизистого слоя, дно покрыто гноем. В толще язв при биопсии обнаруживают амёбы с заглоченными эритроцитами. Углубление язв может вызвать кровотечение и перфорацию кишки. При хроническом амёбиазе образуются кисты, полипы и амебомы (образования, состоящие из грануляционной ткани, фибробластов и эозинофильных лейкоцитов).

### Внекишечный амёбиаз
Внекишечный амёбиаз возникает при гематогенной диссеминации амёб. По воротной вене они попадают в печень, где развиваются разной степени поражения от проявляющегося белковой и жировой дистрофией гепатита до абсцесса печени, локализующегося чаще всего под куполом диафрагмы. При отсутствии лечения абсцесс печени (содержимое его напоминает шоколадного цвета гной) прорывается в плевральную полость и лёгкие, реже в средостение, перикард, брюшную полость. Амёбы могут метастазировать в мозг, кожу и другие органы.

## Симптомы
Через 7—10 дней (иногда позднее) после заражения появляются первые неспецифические симптомы колита: слабость, боли в нижних отделах живота, субфебрильная температура. В 10 % случаев встречаются формы фульминантной (молниеносной) дизентерии, характеризующиеся профузной диареей с примесью крови и слизи.
Лихорадка развивается примерно у трети больных. При этом может наблюдаться гепатомегалия (увеличение печени) и даже амёбный абсцесс печени. Воспалительные реакции при амёбиазе, как правило, мало выражены, с лейкоцитозом до 12000/мл. Продолжительная диарея может вести к дегидратации (обезвоживанию), истощению и слабости.
Печень — наиболее частая мишень для инвазивного внекишечного амёбиаза, однако в ряде случаев паразиты проникают в лёгкие (обычно поражается правое лёгкое), перикард, кожу (редко) и головной мозг с развитием типичной симптоматики энцефалита. При вовлечении печени функции органа обычно не страдают, и кроме повышенной щелочной фосфатазы при амёбном абсцессе печени других отклонений в анализе крови обычно не наблюдается. Иногда абсцесс печени развивается и при отсутствии паразитов в кишечнике.
Если не проводится лечение, то после непродолжительной ремиссии признаки болезни появляются вновь — амёбиаз принимает хроническое течение (рецидивирующее или непрерывное). Постепенно развивается анемия, истощение. Могут развиться осложнения: перфорация стенки кишки, кровотечение, перитонит, сужение кишечника.
У ослабленных больных с признаками иммунодефицита возможно очень тяжёлое течение с распространением инфекции по всему организму. Наиболее восприимчивы к инфекции дети младшего возраста, пожилые, беременные женщины и больные, получающие кортикостероиды.

## Диагностика
Диагноз амёбиаза ставится на основании выявления в кале тканевой формы амёбы. Обнаружение цист и просветных форм позволяет заподозрить заболевание или носительство, но недостаточно для подтверждения диагноза. Наличие в составе непатогенной кишечной флоры нескольких видов амёб (Entamoeba coli, Endolimax nana, Iodamoeba butschlii) осложняет микроскопическую диагностику. Ошибочный диагноз возможен и при обнаружении идентичной по внешнему виду амёбы Entamoeba dispar, которая встречается в 10 раз чаще, но при этом к болезни не приводит и лечения не требует. Для дифференциальной диагностики применяют метод ПЦР. Применяют также серологические тесты, реже — колоноскопию. Для обнаружения внекишечного амёбиаза используются серодиагностика, УЗИ, радионуклидные исследования, рентгенодиагностика, компьютерная томография и магнитно-резонансная томография (МРТ).
Дифференциальную диагностику проводят с другими острыми и хроническими желудочно-кишечными заболеваниями (шигеллёз, сальмонеллёз, неспецифический язвенный колит).

## Лечение и профилактика
Для лечения кишечного амёбиаза и внекишечных форм в настоящее время применяют преимущественно метронидазол или тинидазол. При бессимптомном носительстве для эрадикации паразитов назначают йодохинол и паромомицин.
Исторически самым первым противоамёбным препаратом был алкалоид южноамериканского растения ипекакуаны эметин, а позднее его производное — дегидроэметин. В настоящее время из-за токсичности и недостаточной эффективности их применяют редко, главным образом при непереносимости метронидазола или при затяжных, резистентных к лечению формах. Альтернативная схема предполагает использование препаратов тетрациклинового ряда, часто в сочетании с метронидазолом или эметином.
При внекишечных формах (абсцесс печени, лёгких, амёбиаз кожи) наряду с метронидазолом используют также хиниофон (ятрен), дийодохин, мексаформ, интестопан и другие препараты, иногда в сочетании с хирургическим лечением.
Прогноз обычно благоприятный.
Все больные амёбиазом госпитализируются. Изоляция и лечение проводятся до полного клинического выздоровления. Здоровые носители цист и просветных форм не допускаются к работе в системе общественного питания. В очаге заболевания проводят дезинфекцию. Общие профилактические мероприятия проводят как при других желудочно-кишечных инфекциях.
Диспансерное наблюдение за переболевшими проводится в течение 12 месяцев. Медицинское наблюдение и лабораторное обследование проводят раз в квартал, а также при появлении дисфункций кишечника. Инвазированные дизентерийной амёбой работники пищевых и приравненных к ним учреждений находятся на диспансерном учёте до полной санации от возбудителя амёбиаза.